# Dorian Boccolacci
Dorian Boccolacci (Cannes, 9 de setembro de 1998) é um automobilista francês.

## Carreira

### Cartismo
Nascido em Cannes, Boccolacci começou no cartismo em 2007 aos nove anos de idade, participando em competições por toda a Europa.

### Fórmula 4 Francesa
Em 2014, Boccolacci se formou em monopostos, competindo no Campeonato da França de Fórmula 4. Lá ele marcou duas vitórias, pole positions e voltas mais rápidas e terminou como campeão júnior e vice-campeão na classificação geral.

### Fórmula 3 Europeia
Em 2015, Boccolacci mudou para a Fórmula 3 Europeia, competindo pela equipe Signature na temporada de 2015. Em contraste com sua temporada na Fórmula 4 Francesa, Boccolacci terminou em décimo segundo lugar no campeonato de novatos e décimo nono na classificação geral.

### Fórmula Renault 2.0
Boccolacci se juntou a Tech 1 Racing para as temporadas de 2016 da Eurocopa de Fórmula Renault 2.0 e Copa da Europa do Norte de Fórmula Renault 2.0. Marcando três vitórias em ambas as categorias, Boccolacci terminou com o vice-campeonato na Eurocopa e terceiro na Copa da Europa do Norte.

### GP3 Series
Em novembro de 2016, Boccolacci fez sua estreia no GP3 Series no teste de pós-temporada em Yas Marina com a Arden International e a DAMS. Em março de 2017, Boccolacci ingressou na Trident Racing para testes antes da temporada de 2017. Ele assinou para competir com a equipe em maio de 2017, onde conseguiu uma vitória e um sexto lugar na classificação do campeonato. O piloto retornou para a temporada seguinte, mudando para a recém-chegada MP Motorsport.

### Fórmula E
Em março de 2018, Boccolacci foi nomeado como um dos oito pilotos a assinar com o novo programa Next Gen da Venturi Formula E Team.

### Fórmula 2
Em 22 de agosto de 2018, Roberto Merhi deixou o Campeonato de Fórmula 2 da FIA, quando a MP Motorsport destinou Boccolacci, que pilotava pela equipe na GP3 Series, para a rodada de Spa-Francorchamps. Na GP3 Series, Richard Verschoor o substituiu na equipe. Posteriormente, Merhi se juntou à equipe Campos Racing para a rodada de Sóchi, substituindo Roy Nissany.
Para a temporada de 2019, Boccolacci se transferiu para a equipe Campos Racing.
Em 25 de junho de 2019, Arjun Maini foi anunciado como substituto de Boccolacci na Campos Racing, logo em seguida Boccolacci anunciou em sua rede social que Paul Ricard seria sua última corrida na Fórmula 2. No entanto, após ficar de fora da rodada na Áustria, Boccolacci disputou a etapa de Silverstone com a equipe Trident Racing.